# 熊取町立熊取南中学校
熊取町立熊取南中学校（くまとりちょうりつ くまとりみなみ ちゅうがっこう）は、大阪府泉南郡熊取町にある公立中学校である。ニュータウンから少し離れたところに位置している。
地域の人口増加に、1989年に開校した。

## 通学区域
- 熊取町立東小学校の通学区域全域。
- 熊取町立南小学校の通学区域の一部。

熊取町 和田、成合、朝代、公社美熊台、原子炉東部、小谷、高田、久保、大宮、五月ヶ丘、南山の手台、つばさが丘。

## 交通
- 南海ウイングバス 山の手台中バス停 南東へ約700m。
- 水間鉄道水間線 水間観音駅 南西へ約3.4km。